# Тур WTA
Тур WTA  — це всесвітній тенісний тур серед жінок, організований Жіночою тенісною асоціацією. Тур другого рівня — це серія WTA 125K, а третім рівнем - ITF Women's Circuit.

## Турніри туру WTA
Тур WTA включає: 
- Турніри Великого шлему (4)
  - Відкритий чемпіонат Австралії
  - Відкритий чемпіонат Франції
  - Вімблдонський турнір
  - Відкритий чемпіонат США

- Фінал WTA (1)
- Прем'єрні турніри WTA (21): 
  - Прем'єрні обов'язкові: чотири комбіновані турніри з чоловіками, призовий фонд 8,7 мільйона доларів США прирівнюються до призових грошей для чоловіків і жінок (збільшившись з 4,5 мільйона доларів у 2013 році). 
    - Відкритий чемпіонат Індіан-Веллс (США)
    - Відкритий чемпіонат Маямі (США)
    - Відкритий чемпіонат Мадриду (Іспанія)
    - Відкритий чемпіонат Китаю

  - Прем'єр 5: п'ять турнірів на $ 2,8 млн.
    - Відкритий чемпіонат Катару
    - Міжнародний чемпіонат Італії
    - Відкритий чемпіонат Канади
    - Відкритий чемпіонат Цинциннаті (США)
    - Відкритий чемпіонат Вуханю (КНР)

  - Прем'єр: 12 турнірів з призовими коштами від 799 000 до 2,5 мільйонів доларів.
- Елітний трофей WTA, який має призові кошти в розмірі 2,4 мільйона доларів.
- Міжнародні турніри: 31 турнір, призові кошти на всіх, крім трьох подій, становлять 250 000 доларів США. Виняток становлять Відкритий чемпіонат Шеньчженю, Відкритий чемпіонат Гонконгу та Відкритий чемпіонат Тяньцзіню, призовий фонд кожного з яких  становить 750 000 доларів США;

## Рейтинг WTA
WTA публікує щотижневі рейтинги. 

### Поточний рейтинг
| Рейтинг WTA станом на 7 квітня 2025 | Рейтинг WTA станом на 7 квітня 2025 | Рейтинг WTA станом на 7 квітня 2025 | Рейтинг WTA станом на 7 квітня 2025 | Рейтинг WTA станом на 7 квітня 2025 |
| Місце                               | Тенісистка                          | Очки                                | +/-                                 |                                     |
| ----------------------------------- | ----------------------------------- | ----------------------------------- | ----------------------------------- | ----------------------------------- |
| 1                                   | Аріна Соболенко (BLR)               | 10,541                              | ▬                                   |                                     |
| 2                                   | Іга Свьонтек (POL)                  | 7,470                               | ▬                                   |                                     |
| 3                                   | Джессіка Пегула (USA)               | 6,101                               | ▬                                   |                                     |
| 4                                   | Коко Гофф (USA)                     | 6,063                               | ▬                                   |                                     |
| 5                                   | Медісон Кіз (USA)                   | 4,999                               | ▬                                   |                                     |
| 6                                   | Жасмін Паоліні (ITA)                | 4,843                               | ▬                                   |                                     |
| 7                                   | Мірра Андреєва (RUS)                | 4,775                               | ▬                                   |                                     |
| 8                                   | Чжен Ціньвень (CHN)                 | 4,243                               | ▬                                   |                                     |
| 9                                   | Паула Бадоса (ESP)                  | 3,821                               | ▬                                   |                                     |
| 10                                  | Олена Рибакіна (KAZ)                | 3,808                               | ▬                                   |                                     |
| 11                                  | Емма Наварро (USA)                  | 3,797                               | ▬                                   |                                     |
| 12                                  | Кароліна Мухова (CZE)               | 2,919                               | ▬                                   |                                     |
| 13                                  | Діана Шнайдер (RUS)                 | 2,913                               | ▬                                   |                                     |
| 14                                  | Дарія Касаткіна (AUS)               | 2,741                               | ▬                                   |                                     |
| 15                                  | Барбора Крейчикова (CZE)            | 2,675                               | ▬                                   |                                     |
| 16                                  | Аманда Анісімова (USA)              | 2,617                               | ▬                                   |                                     |
| 17                                  | Беатріс Аддад Мая (BRA)             | 2,208                               | ▬                                   |                                     |
| 18                                  | Еліна Світоліна (UKR)               | 2,180                               | ▬                                   |                                     |
| 19                                  | Людмила Самсонова (RUS)             | 2,150                               | ▬                                   |                                     |
| 20                                  | Донна Векіч (CRO)                   | 2,141                               | ▬                                   |                                     |

| Рейтинг тенісисток у парному розряді станом на 31 січня 2022 | Рейтинг тенісисток у парному розряді станом на 31 січня 2022 | Рейтинг тенісисток у парному розряді станом на 31 січня 2022 | Рейтинг тенісисток у парному розряді станом на 31 січня 2022 | Рейтинг тенісисток у парному розряді станом на 31 січня 2022 |
| #                                                            | Тенісистка                                                   | Очки                                                         | +/-                                                          |                                                              |
| ------------------------------------------------------------ | ------------------------------------------------------------ | ------------------------------------------------------------ | ------------------------------------------------------------ | ------------------------------------------------------------ |
| 1                                                            | Катержина Сінякова (CZE)                                     | 8,785                                                        | ▬                                                            |                                                              |
| 2                                                            | Барбора Крейчикова (CZE)                                     | 8,460                                                        | ▬                                                            |                                                              |
| 3                                                            | Сє Шувей (TPE)                                               | 6,344                                                        | ▬                                                            |                                                              |
| 4                                                            | Елісе Мертенс (BEL)                                          | 6,275                                                        | ▬                                                            |                                                              |
| 5                                                            | Аояма Сюко (JPN)                                             | 5,575                                                        | ▲ 1                                                          |                                                              |
| 5                                                            | Ена Сібахара (JPN)                                           | 5,575                                                        | ▲ 1                                                          |                                                              |
| 7                                                            | Чжан Шуай (CHN)                                              | 4,940                                                        | ▲ 1                                                          |                                                              |
| 8                                                            | Габріела Дабровскі (CAN)                                     | 4,935                                                        | ▼ 3                                                          |                                                              |
| 9                                                            | Вероніка Кудерметова (RUS)                                   | 4,550                                                        | ▲ 4                                                          |                                                              |
| 10                                                           | Дарія Юрак Шрайбер (CRO)                                     | 4,195                                                        | ▼ 1                                                          |                                                              |
| 11                                                           | Алекса Гуарачі (CHL)                                         | 4,090                                                        | ▲ 1                                                          |                                                              |
| 12                                                           | Луїза Стефані (BRA)                                          | 4,025                                                        | ▼ 1                                                          |                                                              |
| 13                                                           | Демі Схюрс (NED)                                             | 3,750                                                        | ▼ 3                                                          |                                                              |
| 14                                                           | Саманта Стосур (AUS)                                         | 3,711                                                        | ▲ 1                                                          |                                                              |
| 15                                                           | Дезіре Кравчик (USA)                                         | 3,535                                                        | ▲ 1                                                          |                                                              |
| 16                                                           | Андрея Клепач (SLO)                                          | 3,470                                                        | ▲ 2                                                          |                                                              |
| 17                                                           | Бетані Маттек-Сендс (USA)                                    | 3,360                                                        | ▬                                                            |                                                              |
| 18                                                           | Ніколь Меліхар-Мартінес (USA)                                | 3,340                                                        | ▼ 4                                                          |                                                              |
| 19                                                           | Сторм Сендерс (AUS)                                          | 3,250                                                        | ▲ 8                                                          |                                                              |
| 20                                                           | Джуліана Олмос (MEX)                                         | 3,100                                                        | ▼ 1                                                          |                                                              |

## Дивитися також
- Серія WTA 125K
- ITF Women's Circuit